# Charaxes falcata
Charaxes falcata är en fjärilsart som beskrevs av Butler 1872. Charaxes falcata ingår i släktet Charaxes och familjen praktfjärilar. Inga underarter finns listade i Catalogue of Life.